# Erateina siliquata
Erateina siliquata là một loài bướm đêm trong họ Geometridae.